# Haghartsin
Haghartsin es una localidad del raión de Goris, en la provincia de Tavush, Armenia, con una población censada en octubre de 2011 de 3791 habitantes. 
Se encuentra ubicada al sur de la provincia, a poca distancia al norte del lago Seván y al oeste de la frontera con Azerbaiyán.
A unos 8 km se encuentra el monasterio de Haghartsin, que durante mucho tiempo fue uno de los más visitados de Armenia.
También recibe ese nombre la cercana montaña de Haghartsin, con un altura de 2093 m.